# 贲门黏膜撕裂综合征
贲门黏膜撕裂综合征又名Mallory–Weiss综合征，由George Kenneth Mallory和Soma Weiss于1929年首次描述，一般因呕吐时食管内压力急剧增高导致，常见症状为大量呕血，一般在24-48小时后消失。酗酒和进食障碍会促使该综合征发生。